# Jorge Vieira (treinador de futebol)
Jorge Silva Vieira (Rio de Janeiro, 18 de julho de 1934 - Rio de Janeiro, 25 de julho de 2012) foi um futebolista brasileiro, que atuou como ala-direito, e depois como treinador de futebol.
Jorge é conhecido por ser o técnico do último título do America carioca e por comandar o início da Democracia Corintiana.

## Carreira de Jogador
Como jogador, foi atleta do Club América do México, sendo bicampeão mexicano, além do Madureira EC do Rio de Janeiro.

## Carreira de Treinador
Encerrou a carreira em 1960, aos 26 anos de idade e tornou-se treinador do America FC (RJ) neste mesmo ano, sagrando-se campeão estadual em seu primeiro trabalho como técnico, sendo apontado pela imprensa como o técnico mais jovem do Brasil a ganhar um título de expressão, por ocasião de seu falecimento.  Este título é o último campeonato estadual do rubro carioca, até a atualidade.
Foi técnico do Vasco em 1962 e 1963, onde ganhou os títulos do Torneio de Santiago e do Torneio Pentagonal do México, ambos em 1963.
Em 1965 foi para Portugal, dirigir o Belenenses. Passou também pelo Vitória de Guimarães, em 68.
Dirigiu a Ponte Preta em 1975, onde ganhou o apelido de ‘Ponte Aérea’, porque logo após os jogos aos domingos ele se mandava para o Rio de Janeiro e só retornava nas tardes de terça-feira ou até mesmo na quarta-feira pela manhã. Estreou no dia 19 de janeiro de 1975, justamente num dérbi, com derrota para o Guarani por 2 a 0. Desligou-se do clube no dia 20 de julho daquele mesmo ano, após empate por 1 a 1 com a Portuguesa.
Em 1976, foi um dos técnicos campeões pelo Coritiba, na Taça Cidade de Curitiba (o Torneio Início do campeonato estadual paranaense). Voltou ao clube em 1986, para ser Campeão Paranaense novamente. No clube paranaense, foi o técnico da primeira participação do Coxa na Copa Libertadores da América.
No Botafogo-SP foi campeão da Taça Cidade de São Paulo (equivalente ao primeiro turno do Campeonato Paulista) de 1977.
Foi vice-campeão brasileiro pelo Palmeiras em 1978. Voltou ao clube em 1981.
Também foi campeão estadual no Corinthians: em 1979 substituiu José Teixeira no final da competição; e em 1983. No ano seguinte, bateu de frente com a Democracia Corinthiana e brigou com Casagrande no aeroporto na hora do embarque para um amistoso na Jamaica e deixou o clube ali mesmo. Voltou a assumir o time em 1987, em sua última passagem pela equipe, quando foi demitido após uma derrotada para o Noroeste. Ao todo, comandou o clube em 147 partidas.
Dirigiu o Bangu em 1983, na Taça de Prata.
Também foi técnico do da seleção de El Salvador e com passagens por Botafogo e Fluminense.
Classificou o Iraque para a Copa do Mundo de 1986, mas deixou o clube em fevereiro daquele ano, antes do Mundial.
Em novembro de 1987, foi contratado para ser treinador do América, do México, clube que já tinha uma passagem como jogador, e tinha sido campeão nacional.  A equipe ficou muito bem, sendo campeão nacional em 1988, com uma grande campanha. No ano seguinte, em 1989, a equipe novamente fez uma grande campanha, dominando o cenário nacional, e se tornando bicampeão. Após duas grandes temporadas, o treinador acabou deixando a equipe para treinar o Puebla, também do México.
Em setembro de 1999, ele retornou ao Fluminense por quatro semanas. No outono de 1999, encerrou sua carreira como técnico dirigindo o clube mexicano Toros Neza em nove partidas.
Em janeiro de 2007, exerceu a sua última função no futebol, de diretor técnico do America.

## Morte
Vítima de um infarto, faleceu aos 78 anos no hospital Prontocor, na zona sul do Rio de Janeiro.

## Títulos

### Treinador
America-RJ
- Campeonato Carioca: 1960

Coritiba
- Campeonato Paranaense: 1976 e 1986

Botafogo-SP
- Taça Cidade de São Paulo: 1977

Corinthians
- Campeonato Paulista: 1979 e 1983

América-MEX
- Campeonato Méxicano: 1988, 1989
- Campeón de Campeones: 1988, 1989